# Северные варвары
Следует отличать народ ди, живший к северу от Хуанхэ и обозначаемый в древнекитайских источниках иероглифами 北狄, от жившего в Сычуани другого народа ди, обозначаемого иероглифом 氐.
Северные варвары ди, бэйди (кит. упр. 北狄, пиньинь Běidí) — в древнекитайских источниках, преимущественно VII—IV веков до н. э., группа племён, обитавших к северу от китайских царств того времени.
На протяжении периода Чуньцю и периода Сражающихся царств происходит процесс их постепенного подчинения китайцам и ассимиляции. Этническая и антропологическая принадлежность ди остаётся спорной.
Китайские источники отмечают как войны с ди, так и мирные контакты, включая браки. Наиболее тесно с ди была связана история княжества Цзинь (тогда располагавшегося на севере китайских земель).

## Ранняя история
Как указывает М. В. Крюков, они появляются на горизонте истории в начале VII века до н. э. Постепенно источники уточняют их деление на «белых» и «красных» ди (соответственно западных и восточных); в «Чуньцю» «красные ди» впервые упомянуты под 606 годом до н. э., ранее речь идёт просто о «ди».
Несколько упоминаний сделаны китайскими авторами применительно к более ранним событиям, но это, видимо, анахронизмы.
Согласно Сыма Цяню, когда циньский Вэнь-гун (765—716 до н. э.) оттеснил жунов и ди (в другом месте речь идёт об и ди), они поселились к западу от Хуанхэ и стали именоваться чи-ди («красные ди») и бай-ди («белые ди»).
О нападении дисцев на Цзинь под 730 годом до н. э. сообщает «Тай пин юй лань».

## Войны и отношения на западе
Среди жён цзиньского правителя Сянь-гуна были две сестры, дочери «главы рода Ху-ши в племени ди», старшая из них родила сына Чун-эра, а младшая — сына И-у. Сянь-гун строит крепости на отвоёванных у ди землях и в 665 году до н. э. назначает И-у командующим в крепости Цюй на границе с ди.
Неоднократны сведения о том, как представители цзиньской знати из-за внутренней борьбы вынуждены бежать к ди.
- В 655 году до н. э. Чун-эр бежал к ди со своими соратниками, там женился и прожил несколько лет. Один из его соратников, также женившийся на девушке из ди, стал родоначальником династии Чжао.
- В 621 году до н. э. цзиньский аристократ Цзя Цзи со своим кланом перешёл к ди.
- В 596 году до н. э. к ди бежал опальный цзиньский полководец Сянь Ху, но ди, начав войну, были разбиты, а Сянь Ху казнён.
- В 574 году до н. э. к ди бежал цзиньский аристократ Чанъюй Цзяо.

Бегство Чун-эра стало причиной войны Цзинь с ди, в 652 году до н. э., видимо, произошло несколько столкновений, в битве при Цайсане цзиньцы одержали победу.
В 649 году до н. э. Шу-дай, брат чжоуского Сян-вана, хотел искать помощи жунов и ди против своего брата, но был изгнан. В 646 году до н. э. дисцы напали на Чжэн.
В 639 и 637 годах до н. э. уже чжоуский Сян-ван искал помощи у дисцев против Чжэн и собирался взять в жёны дисскую княжну; в 636 году до н. э. они участвовали в неудачном походе чжоусцев на Чжэн. Когда Сян-ван попытался изгнать свою дисскую жену, ди выступили против чжоуского вана, изгнали его и возвели на престол претендента Шу-дая, который женился на дисской княжне (но вскоре лишился власти).
Создание в 633 году до н. э. Вэнь-гуном (Чун-эром) трёх армий М. В. Крюков считает направленным специально против ди. В 627 году до н. э. в упорной битве при Цзи цзиньцы разбили ди, погиб цзиньский полководец Сянь Чжэнь, попал в плен вождь «белых ди» (бай-ди).
В 603 году до н. э. «красные ди» напали на цзиньский город Хуай, а в следующем году — на Сянъинь.
Осенью 598 года до н. э. после съезда цзиньский Цзин-гун заключил с представителями ди мирный договор. Это вызвало раскол среди ди. Ин-эр, правитель диского владения Лу, взял в жёны сестру цзиньского князя. Недовольный этим вождь Фэн-шу убил жену Ин-эра и ранил его самого, и после дискуссий в Цзинь победила линия сторонников войны.
В 594 году до н. э. цзиньский полководец Сюнь Линь-фу разбил «красных ди» близ Цуйляна. Фэн-шу попал в плен и был казнён в столице; владение Ин-эра было уничтожено, и он также взят в плен. Захваченные земли ди получил Сюнь Линь-фу, которому также было присвоено фамильное имя Чжунхан. В начале 593 года до н. э., развивая успех, цзиньский полководец Суй Хуэй уничтожил Цзя и Лю-сюй, бывшие владения «красных ди». Богатые трофеи цзиньский Цзин-гун направил чжоускому вану.
В дальнейшем сведения о войнах сокращаются. В 580 году до н. э. помощи ди против Цзинь искал циньский князь, а в 579 году до н. э. ди были разбиты цзиньцами.
Известно, что в 569 году до н. э. послы ди прибыли к цзиньскому князю. В 541 году до н. э. полководец Сюнь У разбил ди и взял их город Гу.

## Войны на востоке
Как указывает М. В. Крюков, оборона со стороны Цзинь вызвала перемещение устремлений ди далее на юго-восток.
В 662 году до н. э. ди нападают на владение Син. В 660 году до н. э. «красные ди» напали на княжество Вэй, его правитель И-гун был убит, и территория разорена. В 658 году до н. э. по просьбе вэйского князя циский правитель Хуань-гун возглавил князей в походе против ди, была сооружена стена для обороны от них. В 650 году до н. э. ди уничтожили княжество Вэнь.
Особенно часто ди нападали на Вэй. Их походы датированы весной 647 года до н. э., зимой 642 года до н. э. (когда ди выступали в союзе с Син), весной 639 года до н. э.. Зимой 629 года до н. э. ди опять атаковали Вэй и вынудили его правителя снова перенести столицу; наконец, осенью 628 года до н. э. между Вэй и ди был заключён мирный договор. Временно набеги прекратились, но возобновились зимой 614 года до н. э.
Отношения с Ци были первоначально более мирными. В 642 году до н. э. дисцы пришли на помощь Ци против Сун. Осенью 640 года до н. э. Ци и ди заключили договор. Тем не менее в 630, 627, 623 и 618 годах до н. э. ди нападали на Ци. В 620 году до н. э. впервые отмечено нападение ди на западные границы Лу.
Наконец, зимой 617 года до н. э. ди напали на Сун, а в 616 году до н. э. были разбиты сунцами; осенью 616 года до н. э. ди атаковали Ци, но в том же году луское войско разгромило племена, названные чанди («высокие ди»), попавший в плен диский вождь был принесён в жертву, а победитель назвал сына его именем. В 607 году до н. э. чанди были разбиты цисцами, и их вождь попал в плен. В 606 и 605 годах до н. э. на Ци напали уже «чи-ди» («красные ди»).
В VI веке до н. э., во времена успехов Цзинь, часть «белых ди» переместилась на восток и образовала к северу от Тайханшаня небольшое государство Сяньюй, с начала V века до н. э. известное как Чжуншань.

## Упоминания в V—III веках до н. э.
Дальнейшие упоминания ди редки. Специальный интерес представляет описанное Сыма Цянем видение аристократа Чжао Цзянь-цзы и его истолкование (конец VI века до н. э.). Одна из его деталей такова: Небесный владыка приказывает Чжао Цзянь-цзы подарить своему сыну собаку диской породы. Согласно толкованию, диская собака — это «предок царства Дай», что означает, что его сыну предназначено править этим диским царством, а потомки присоединят оба диских царства и сменят одежды на хуские. Одним из сыновей Чжао Цзянь-цзы был У-сюй, рожденный от диской наложницы. В 457 году до н. э., после смерти отца, У-сюй (Чжао Сян-цзы) вероломно убил дайского вана и присоединил земли Дай, тем самым приблизившись к землям ху и мо.
В 378 году до н. э. ди совместно с княжествами Хань и Чжао напали на Ци, а также разбили Вэй у Куая. В рассказе о событиях конца IV века до н. э. в царстве Чжао, связанных с введением хуской одежды, используется уже сочетание «племена ху и ди».
У Сыма Цяня термин теряет конкретность и часто используется просто в значении «варвары», например в рассказе о событиях 238 и 210-х годов до н. э., когда они названы совместно с жунами, либо о времени У-ди (II век до н. э.), когда в тех же словах говорится об «истреблении варваров и и ди».

## Персоналии
Известен ряд имён диских вождей:
- Ху-ши. Глава рода, тесть цзиньского Сянь-гуна.
- Юань-сы. Вождь чанди. Разбит сунцами в 616 году до н. э.
- Цяо-жу. Разбит лусцами в 616 году до н. э. и казнён.
- Жун-жу. Разбит цисцами в 607 году до н. э. и казнён.
- Фэн-шу. Предводитель красных ди, младший брат Цяо-жу. Казнён в 594 году до н. э.
- Ин-эр. Правитель Лу. Пленён в 594 году до н. э.
- Юань-чжи. Правитель ди, побеждённый Сюнь У.

Применительно к событиям 400 года до н. э. упоминается дисец Хуан, советник вэйского Вэнь-хоу, при содействии которого было завоевано царство Чжуншань.

## Этническая принадлежность
Согласно китайской историографической традиции, ди отождествляются с хунну. А. С. Шабалов и ряд других авторов в отношении древних жунов и ди придерживаются мнения, что данные народы были монголоязычны. В. Ш. Бембеев отмечал языковые сходства и общность обычаев у бэйди, протомонголов дунху, хунну и тугю. Л. Билэгт также отождествляет бэйди с предками монголов и бурят, отмеченных в монгольских летописях как «бэда, бэди, бида». Согласно Н. Я. Бичурину, имя «Ди» было общим названием разным поколениям монгольского происхождения, кочевавшим на севере Китая и в нынешней южной Монголии, поэтому китайцы ещё называли их «Бэй-ди, северные Ди». Как полагал Н. В. Кюнер, мнение Бичурина о монгольском происхождении бэй-ди и вышедших из этой этнической группы народов вполне подтверждается новейшими исследованиями.
Ван Го-вэй (1877—1927 гг.) на основе анализа надписей на бронзе, а также структуры иероглифов, в результате фонетических изысканий и сопоставления полученных данных с материалами различных источников пришел к выводу, что встречающиеся в источниках племенные названия гуйфан, хуньи, сюньюй, сяньюнь, жун, ди (бэйди) и ху обозначали один и тот же народ, вошедший позднее в историю под именем сюнну.
Достаточно убедительно разработанная теория Ван Го-вэя нашла сторонников среди большинства китайских историков. Таким образом, сюнну были издавна известны в Китае под paзличными названиями. На стыке династий Шан и Чжоу они носили названия: гуйфан, хуньи или сюньюй, при династии Чжоу — сяньюнь, в начале периода Чуньцю — жун, а затем ди. Начиная с периода Чжань-го их называли ху или сюнну.
В дальнейшем ряд исследователей также поддержали данную теорию, считая, что племена, входившие в общность сяньюнь, чуньвэй (шуньвэй), хуньи, цюаньи, сюньюй, жун, шань-жун, цюань-жун, гуйфан, бэйди (ди), представляли собой предков хунну. Согласно Н. Я. Бичурину, хуньюй, хяньюнь и хунну — три разные названия одному и тому же народу, известному ныне под названием монголов.
Тюркская теория происхождения хунну является на данный момент одной из самых популярных в мировом научном сообществе. В число сторонников тюркской теории происхождения хуннов входят Э. Паркер, Жан-Пьер Абель-Ремюза, Ю. Клапорт, Г. Рамстедт, Аннемари фон Габайн, О. Прицак и другие. Известный тюрколог С. Г. Кляшторный считал хунну преимущественно тюркоязычными племенами.
Этническая принадлежность ди остаётся предметом дискуссий. Существуют также следующие версии происхождения:
- Согласно Масперо, они родственны китайцам.
- Согласно Г. Е. Грум-Гржимайло, они родственны протоевропейцам.
- За тюркоязычную (точнее, пратюркскую) принадлежность высказывались Хирт, Эберхард и Ма Чан-шоу.
- М. В. Крюков, вслед за Го Мо-жо, подчёркивает связь ди с так называемыми скифами, указывая на археологические находки «звериного стиля» на территории царства Чжуншань.
- Л. А. Боровкова указывает на связь ди, которые сохранили этническую особость в горах Тайханьшань до IV—V веков н. э., с юэчжами и усунями[44]. По её мнению, динлины и чиле Хэдуна, получившие в Северной Вэй название гаочэ, были потомками красных ди. Динлинов и гаочэ она относила к европеоидам, при этом другого типа, чем усуни, и языка[45].
- Р. В. Вяткин и Л. С. Васильев склонны считать ди географической категорией, то есть обобщающим названием для северных племён[46].